# 658 (numero)
Seicentocinquantotto (658) è il numero naturale dopo il 657 e prima del 659.

## Proprietà matematiche
- È un numero pari.
- È un numero composto con 8 divisori: 1, 2, 7, 14, 47, 94, 329, 658. Poiché la somma dei divisori (escluso il numero stesso) è 494 < 658, è un numero difettivo.
- È un numero sfenico.
- È un numero palindromo e un numero ondulante nel sistema numerico esadecimale (292).
- È un numero 33-gonale e 111-gonale.
- È un numero intoccabile.
- È un numero congruente.
- È un numero malvagio.
- È parte delle terne pitagoriche (658, 2160, 2258), (658, 2256, 2350), (658, 15456, 15470), (658, 108240, 108242).

## Astronomia
- 658 Asteria è un asteroide della fascia principale del sistema solare.
- NGC 658 è una galassia spirale della costellazione dei Pesci.

## Astronautica
- Cosmos 658 è un satellite artificiale russo.